# David II. Skotský
David II. (5. března 1324 – 22. února 1371) byl král Skotska (Alby) od 7. června 1329 až do své smrti. Byl nejstarším a jediným žijícím synem skotského krále Roberta I. a jeho manželky Alžběty de Burgh.

## Skotský král
Podle závěrů mírové dohody z Northamptonu byl 17. července 1328 oženěn s Janou Anglickou, dcerou anglického panovníka Eduarda II.
Králem se stal po smrti svého otce 7. června 1329 ve věku pěti let. Jeho poručníkem se stal Thomas Randolph (asi 1285–1332). Po jeho smrti se na této pozici v krátkém čase vystřídalo několik jiných šlechticů.
Po porážce Skotů u Dupplin Moor 24. září 1332 začal anglický král Eduard III. prosazovat jako nástupce na skotském trůnu Eduarda Balliola (1283–1364). V prosinci byl Balliol nucen opustit Skotsko, ale vrátil se následující rok jako součást anglického vojska vedeného Eduardem III. Po jejich vítězství v červenci v bitvě u Halidon Hillu byli David a jeho manželka posláni do bezpečí do Francie.
Roku 1341 se David vrátil do země a ujal se vlády. Roku 1346 s ohledem na smlouvu s Francií vpadl do Anglie, ale v říjnu byl poražen v bitvě u Neville's Crossu, byl zajat a odveden do Londýna. V říjnu 1357 byla podepsána mírová dohoda, v níž skotská šlechta souhlasila s úhradou výkupného ve výši 100 000 marek za propuštění svého krále.
David se vrátil do Skotska, ale protože království bylo chudé, zjistil, že platba výkupného v původní výši není možná. Bylo zaplaceno několik splátek, ale David nakonec nabídl Eduardovi III. místo výkupného to, že on nebo jeho potomci se stanou nástupci na skotském trůnu. Roku 1346 skotský parlament odmítl přijmout Lionela, Eduardova syna za následníka skotského krále, ale David pokračoval v tajných jednáních s Eduardem III.
V únoru 1364 se oženil s Markétou Drummondovou, v březnu 1370 se s ní však rozvedl.

## Smrt a následnictví
Zemřel nenadále na vrcholu svých sil 22. února 1371 na hradě v Edinburghu. Byl pohřben v Holyroodském opatství. Neměl žádné potomky, a tak se jeho nástupcem stal jeho synovec Robert II., první skotský král rodu Stuartovců.